# Adolf Wamper

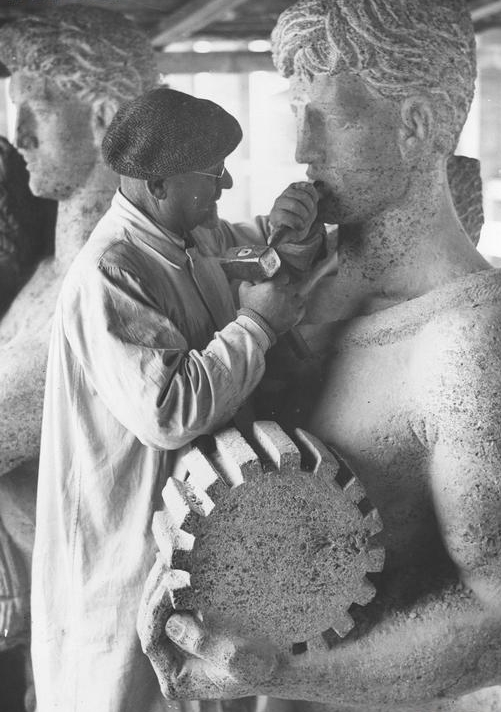
Adolf Wamper

Adolf Wamper (* 23. Juni 1901 in Würselen; † 22. Mai 1977 in Essen) war ein deutscher Bildhauer. Seine Werke waren meist gegenständlich von teilweise abstraktem Realismus. Zuletzt war er künstlerischer Leiter an der Essener Folkwang-Hochschule.

## Leben
Wamper war ein Schüler des Malers August von Brandis. Er kam 34-jährig im Jahr 1935 nach Berlin und gestaltete zusammen mit Paul Baumgarten die Deutsche Oper in Berlin-Charlottenburg um. Adolf Wamper trat am 1. Mai 1933 in Düsseldorf der NSDAP bei (Mitgliedsnummer 1.996.317). Alsbald galt er als einer der Vertreter der nationalsozialistischen Kunstauffassung. Wamper war mit anderen Künstlern jener Zeit wie Arno Breker und Josef Thorak befreundet. In der Endphase des Zweiten Weltkriegs nahm ihn Adolf Hitler im August 1944 in die Gottbegnadeten-Liste der wichtigsten bildenden Künstler auf, was ihn von einem Kriegseinsatz auch an der Heimatfront bewahrte. Seit 1948 war Wamper Leiter der Bildhauerklasse an der Folkwangschule in Essen. 1970 wurde ihm anlässlich seiner Verabschiedung der Titel Professor verliehen.

## Werke
1936 konnte Wamper zu den Olympischen Spielen 1936 die Eingangsreliefs an der Freilichtbühne auf dem Reichssportfeld ausführen. Nach vielen offiziellen Aufträgen wurde seine Skulptur Genius des Sieges 1940 auf der Großen Deutschen Kunstausstellung in München der Öffentlichkeit präsentiert.
Sein bekanntestes Alterswerk ist Die schwarze Madonna von Remagen, die er aus dem Schlamm des Gefangenenlagers „Goldene Meile“ gefertigt hatte und heute in der Kapelle Schwarze Madonna steht.
Zu seinen weiteren Werken gehören unter anderem das „Herakles, die Hydra zerschmetternd“ am Krankenhaus am Sund in Stralsund, die Bronzeplastik Turnfestdenkmals in Essen, das an das Deutsche Turnfest 1963 erinnert, sowie die Bronzefigur des Marktbrunnens in Essen-Rüttenscheid; beide Objekte stehen unter Denkmalschutz.

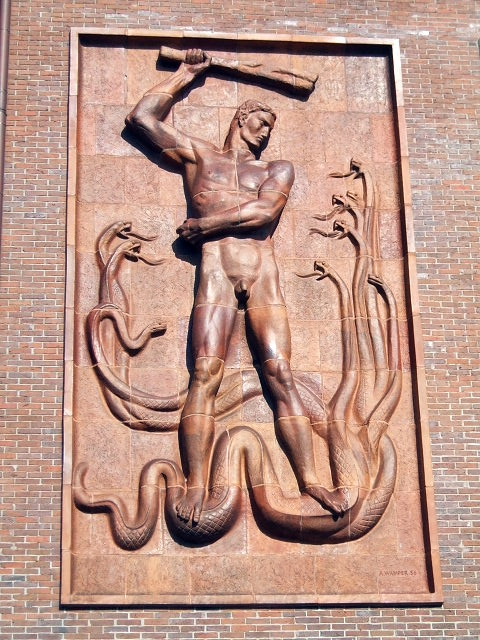
Relief „Herakles, die Hydra zerschmetternd“ am Krankenhaus am Sund in Stralsund
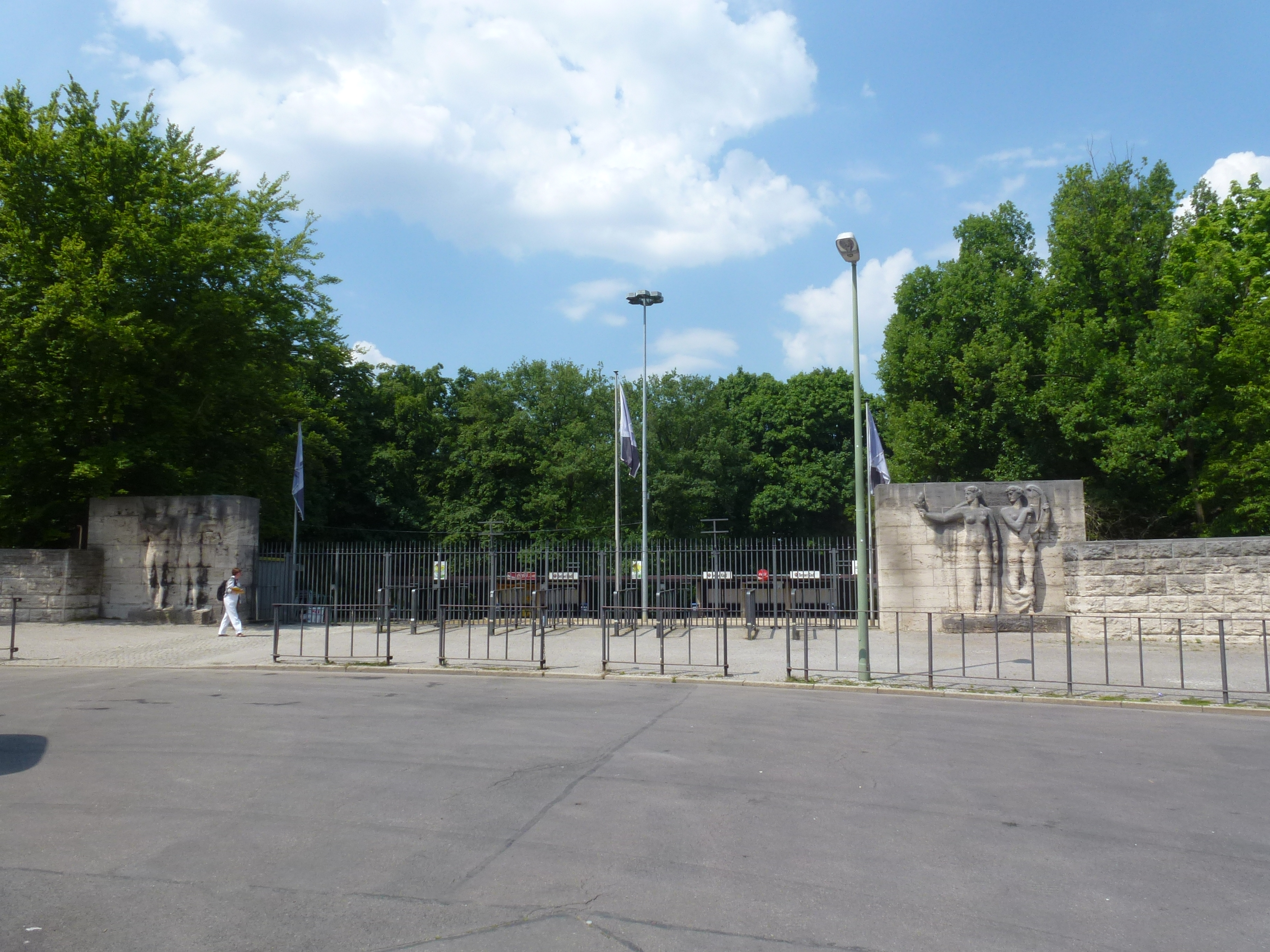
Reliefs beiderseits des Eingangs zur Berliner Waldbühne
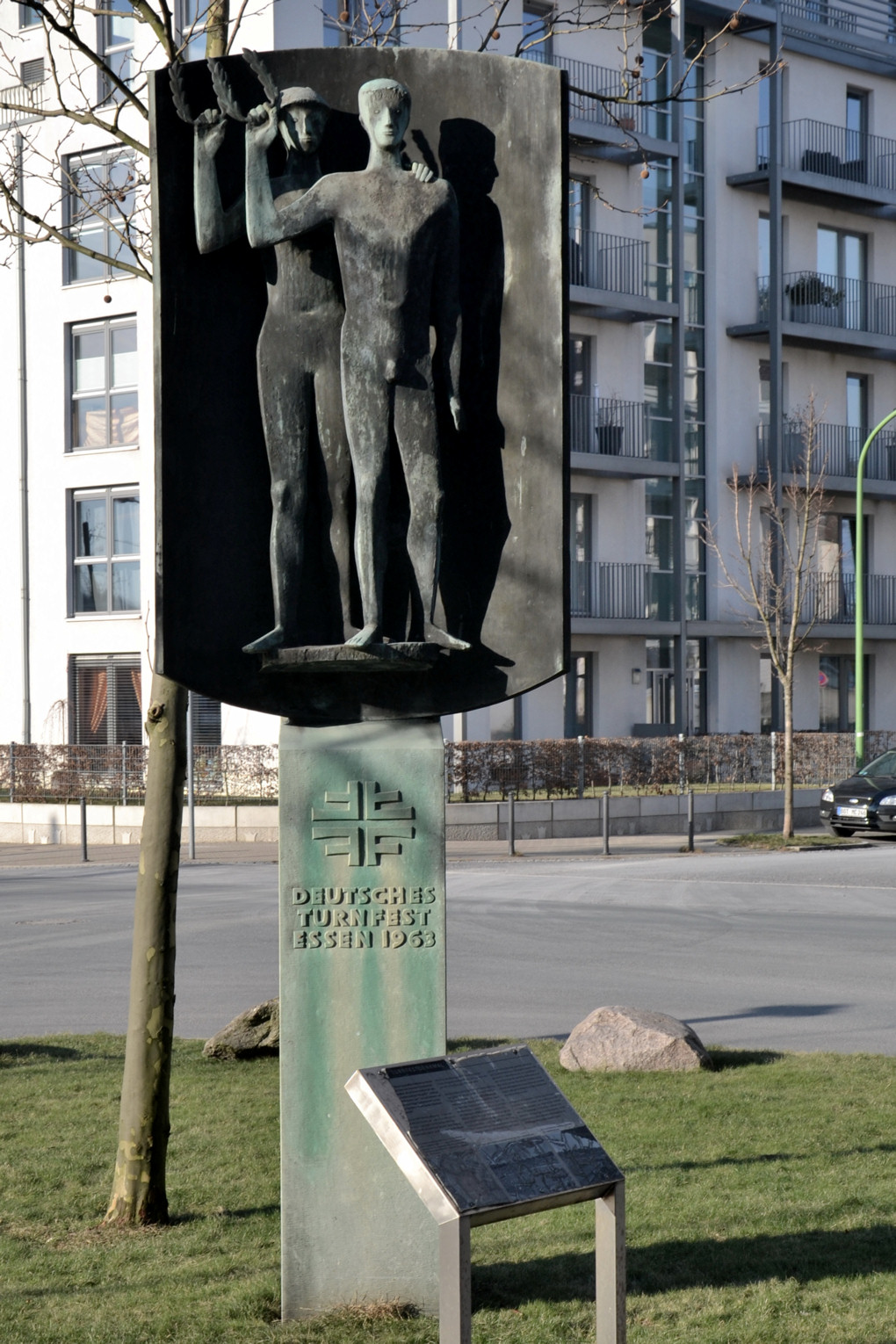
Turnfestdenkmal in Essen
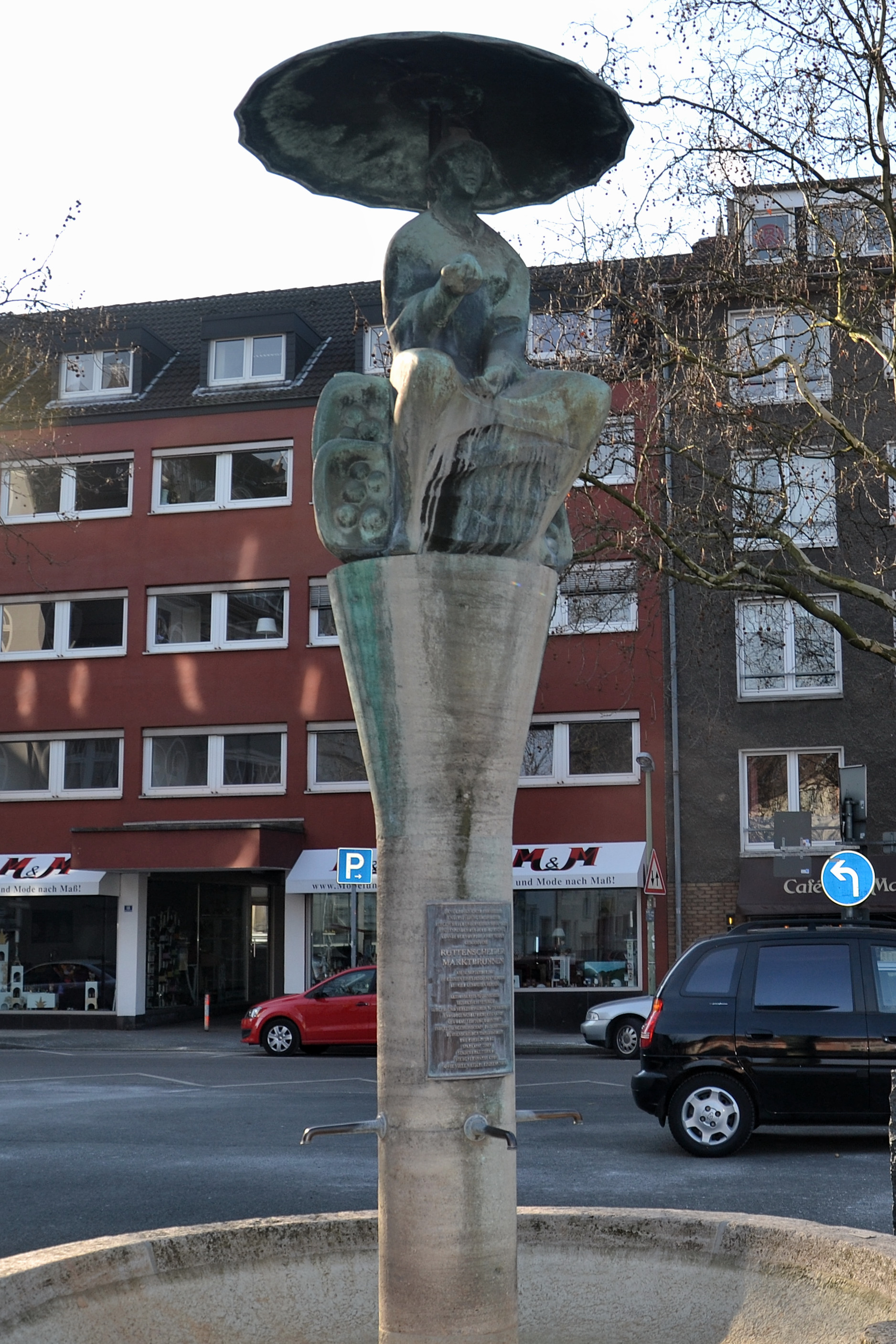
Marktbrunnen in Essen-Rüttenscheid